# Letnie Grand Prix w skokach narciarskich w Wiśle
Letnie Grand Prix w skokach narciarskich w Wiśle – zawody w skokach narciarskich, przeprowadzane w ramach Letniej Grand Prix w skokach narciarskich, od 17. edycji w 2010 roku. Areną zmagań jest skocznia im. Adama Małysza w Wiśle-Malince, na której trzy lata później zaczęła gościć uczestników Pucharu Świata. Punkt K skoczni umiejscowiony jest na 120. metrze, a rozmiar skoczni wynosi 134 metry.

## Historia
20 sierpnia 2010 odbył się pierwszy konkurs LGP w Wiśle, którego zwycięzcą został patron skoczni – Adam Małysz. Drugiego w zawodach Kamila Stocha wyprzedził o 0,6 pkt. Na trzecim stopniu podium stanął Japończyk Daiki Itō. Dzień później zawody wygrał Kamil Stoch, mając 13,1 pkt przewagi nad Daiki Itō oraz 17,2 pkt. nad Norwegiem Tomem Hilde. Rok później odbył się jeden indywidualny konkurs, którego zwycięzcą został późniejszy triumfator całego cyklu – Thomas Morgenstern.
W 2012 roku z powodu awarii oświetlenia skoczni rozegrano tylko jedną serię konkursu drużynowego. Zwyciężyła reprezentacja Słowenii przed Polakami i Niemcami. Dzień później, w konkursie indywidualnym, pierwsze miejsce zajął Maciej Kot przed Simonem Ammannem i Wolfgangiem Loitzlem.
2 sierpnia 2013 reprezentacja Polski po raz drugi w historii wygrała drużynowy konkurs Letniego Grand Prix. Drugie miejsce zajęli Niemcy, a trzecie Słoweńcy. Dzień później, w indywidualnym konkursie, pierwsze zwycięstwo w karierze odniósł Andreas Wellinger. Drugi był zwycięzca sprzed roku – Maciej Kot, a na trzecim miejscu uplasował się Czech – Roman Koudelka.
Rok później Polacy wygrali konkurs drużynowy, pozostałe miejsca na podium zajęli Czesi i Austriacy, natomiast w konkursie indywidualnym zwyciężył Peter Prevc, przed Piotrem Żyłą oraz Wellingerem.
W kolejnym roku konkursy wygrali Polacy: po raz trzeci z rzędu konkurs drużynowy wygrali Polacy, zaś konkurs indywidualny Dawid Kubacki, przed Żyłą.

## Podium poszczególnych konkursów LGP w Wiśle
| Lp  | Data             | Uwagi                | 1. miejsce                                                                              | 2. miejsce                                                                                     | 3. miejsce                                                                                            |
| --- | ---------------- | -------------------- | --------------------------------------------------------------------------------------- | ---------------------------------------------------------------------------------------------- | --- |
| 1.  | 20 sierpnia 2010 | nocny                | Adam Małysz                                                                             | Kamil Stoch                                                                                    | Daiki Itō                                                                                             |
| 2.  | 21 sierpnia 2010 | -                    | Kamil Stoch                                                                             | Daiki Itō                                                                                      | Tom Hilde                                                                                             |
| 3.  | 17 lipca 2011    | -                    | Thomas Morgenstern                                                                      | Pawieł Karielin                                                                                | Gregor Schlierenzauer                                                                                 |
| 4.  | 20 lipca 2012    | nocny, druż. 1 seria | Słowenia 1. Jurij Tepeš · 2. Robert Hrgota · 3. Peter Prevc · 4. Robert Kranjec         | Polska 1. Piotr Żyła · 2. Kamil Stoch · 3. Dawid Kubacki · 4. Maciej Kot                       | Niemcy 1. Andreas Wank · 2. Maximilian Mechler · 3. Michael Neumayer · 4. Richard Freitag             |
| 5.  | 21 lipca 2012    | -                    | Maciej Kot                                                                              | Simon Ammann                                                                                   | Wolfgang Loitzl                                                                                       |
| 6.  | 2 sierpnia 2013  | nocny, druż.         | Polska 1. Maciej Kot · 2. Krzysztof Biegun · 3. Dawid Kubacki · 4. Kamil Stoch          | Niemcy 1. Severin Freund · 2. Michael Neumayer · 3. Andreas Wellinger · 4. Richard Freitag     | Słowenia 1. Robert Kranjec · 2. Peter Prevc · 3. Jaka Hvala · 4. Matjaž Pungertar                     |
| 7.  | 3 sierpnia 2013  | nocny                | Andreas Wellinger                                                                       | Maciej Kot                                                                                     | Roman Koudelka                                                                                        |
| 8.  | 25 lipca 2014    | nocny, druż.         | Polska 1. Maciej Kot · 2. Piotr Żyła · 3. Dawid Kubacki · 4. Kamil Stoch                | Czechy 1. Jakub Janda · 2. Lukáš Hlava · 3. Antonín Hájek · 4. Roman Koudelka                  | Austria 1. Michael Hayböck · 2. Stefan Kraft · 3. Thomas Diethart · 4. Gregor Schlierenzauer          |
| 9.  | 26 lipca 2014    | nocny                | Peter Prevc                                                                             | Piotr Żyła                                                                                     | Andreas Wellinger                                                                                     |
| 10. | 31 lipca 2015    | nocny, druż.         | Polska 1. Maciej Kot · 2. Piotr Żyła · 3. Dawid Kubacki · 4. Kamil Stoch                | Niemcy 1. Andreas Wank · 2. Stephan Leyhe · 3. Richard Freitag · 4. Andreas Wellinger          | Norwegia 1. Johann André Forfang · 2. Kenneth Gangnes · 3. Phillip Sjøen · 4. Anders Fannemel         |
| 11. | 1 sierpnia 2015  | nocny                | Dawid Kubacki                                                                           | Piotr Żyła                                                                                     | Kenneth Gangnes                                                                                       |
| 12. | 22 lipca 2016    | nocny, druż.         | Norwegia 1. Johann André Forfang · 2. Tom Hilde · 3. Joachim Hauer · 4. Anders Fannemel | Słowenia 1. Jurij Tepeš · 2. Robert Kranjec · 3. Jaka Hvala · 4. Peter Prevc                   | Niemcy 1. Andreas Wank · 2. Karl Geiger · 3. Richard Freitag · 4. Andreas Wellinger                   |
| 13. | 23 lipca 2016    | nocny                | Maciej Kot                                                                              | Anders Fannemel                                                                                | Andreas Wellinger                                                                                     |
| 14. | 14 lipca 2017    | nocny, druż.         | Polska 1. Piotr Żyła · 2. Kamil Stoch · 3. Dawid Kubacki · 4. Maciej Kot                | Norwegia 1. Anders Fannemel · 2. Robert Johansson · 3. Kenneth Gangnes · 4. Daniel-André Tande | Niemcy 1. Andreas Wank · 2. Karl Geiger · 3. Andreas Wellinger · 4. Stephan Leyhe                     |
| 15. | 15 lipca 2017    | nocny                | Dawid Kubacki                                                                           | Maciej Kot                                                                                     | Karl Geiger                                                                                           |
| 16. | 21 lipca 2018    | nocny, druż.         | Polska 1. Maciej Kot · 2. Dawid Kubacki · 3. Kamil Stoch · 4. Piotr Żyła                | Niemcy 1. Karl Geiger · 2. Stephan Leyhe · 3. Andreas Wellinger · 4. Richard Freitag           | Norwegia 1. Halvor Egner Granerud · 2. Marius Lindvik · 3. Johann André Forfang · 4. Robert Johansson |
| 17. | 22 lipca 2018    | nocny                | Kamil Stoch                                                                             | Piotr Żyła                                                                                     | Halvor Egner Granerud                                                                                 |
| 18. | 20 lipca 2019    | nocny, druż.         | Polska 1. Piotr Żyła · 2. Aleksander Zniszczoł · 3. Kamil Stoch · 4. Dawid Kubacki      | Słowenia 1. Tilen Bartol · 2. Anže Lanišek · 3. Peter Prevc · 4. Timi Zajc                     | Norwegia 1. Johann André Forfang · 2. Robin Pedersen · 3. Marius Lindvik · 4. Daniel-André Tande      |
| 19. | 21 lipca 2019    | nocny                | Timi Zajc                                                                               | Dawid Kubacki                                                                                  | Jewgienij Klimow                                                                                      |
| 20. | 22 sierpnia 2020 | nocny                | Dawid Kubacki                                                                           | Kamil Stoch                                                                                    | Piotr Żyła                                                                                            |
| 21. | 23 sierpnia 2020 | nocny                | Dawid Kubacki                                                                           | Kamil Stoch                                                                                    | Piotr Żyła                                                                                            |
| 22. | 17 lipca 2021    | -                    | Jakub Wolny                                                                             | Jan Hörl                                                                                       | Dawid Kubacki                                                                                         |
| 23. | 18 lipca 2021    | -                    | Dawid Kubacki                                                                           | Jan Hörl                                                                                       | Anže Lanišek                                                                                          |
| 24. | 23 lipca 2022    | -                    | Dawid Kubacki                                                                           | Kamil Stoch                                                                                    | Karl Geiger                                                                                           |
| 25. | 24 lipca 2022    | -                    | Kamil Stoch                                                                             | Dawid Kubacki                                                                                  | Jakub Wolny                                                                                           |
| 26. | 14 września 2024 | [ a ]                | Marius Lindvik                                                                          | Artti Aigro                                                                                    | Gregor Deschwanden                                                                                    |
| 27. | 15 września 2024 | [ b ]                | Marius Lindvik                                                                          | Artti Aigro                                                                                    | Tate Frantz                                                                                           |

## Najwięcej razy na podium w konkursach indywidualnych
| Miejsce | Zawodnik              | Zwycięstwa | 2. miejsca | 3. miejsca |
| ------- | --------------------- | ---------- | ---------- | ---------- |
| 1.      | Dawid Kubacki         | 6          | 2          | 1          |
| 2.      | Kamil Stoch           | 3          | 4          | 0          |
| 3.      | Maciej Kot            | 2          | 2          | 0          |
| 4.      | Andreas Wellinger     | 1          | 0          | 2          |
| 5.      | Jakub Wolny           | 1          | 0          | 1          |
| 6.      | Adam Małysz           | 1          | 0          | 0          |
| 6.      | Thomas Morgenstern    | 1          | 0          | 0          |
| 6.      | Peter Prevc           | 1          | 0          | 0          |
| 6.      | Timi Zajc             | 1          | 0          | 0          |
| 10.     | Piotr Żyła            | 0          | 3          | 2          |
| 11.     | Jan Hörl              | 0          | 2          | 0          |
| 12.     | Daiki Itō             | 0          | 1          | 1          |
| 13.     | Pawieł Karielin       | 0          | 1          | 0          |
| 13.     | Simon Ammann          | 0          | 1          | 0          |
| 13.     | Anders Fannemel       | 0          | 1          | 0          |
| 16.     | Karl Geiger           | 0          | 0          | 2          |
| 17.     | Tom Hilde             | 0          | 0          | 1          |
| 17.     | Gregor Schlierenzauer | 0          | 0          | 1          |
| 17.     | Wolfgang Loitzl       | 0          | 0          | 1          |
| 17.     | Roman Koudelka        | 0          | 0          | 1          |
| 17.     | Kenneth Gangnes       | 0          | 0          | 1          |
| 17.     | Halvor Egner Granerud | 0          | 0          | 1          |
| 17.     | Jewgienij Klimow      | 0          | 0          | 1          |
| 17.     | Anže Lanišek          | 0          | 0          | 1          |